# Ekaterina Dzehalevich
Ekaterina Dzehalevich (em bielorrusso:  Кацярына Міхайлаўна Дзегалевіч; em russo:  Екатерина Михайловна Деголевич; Minsk, 3 de Maio de 1986) é uma tenista profissional bielorrussa, ja foi N. 64 em duplas e N. 132 em simples.